# Gà Shamo

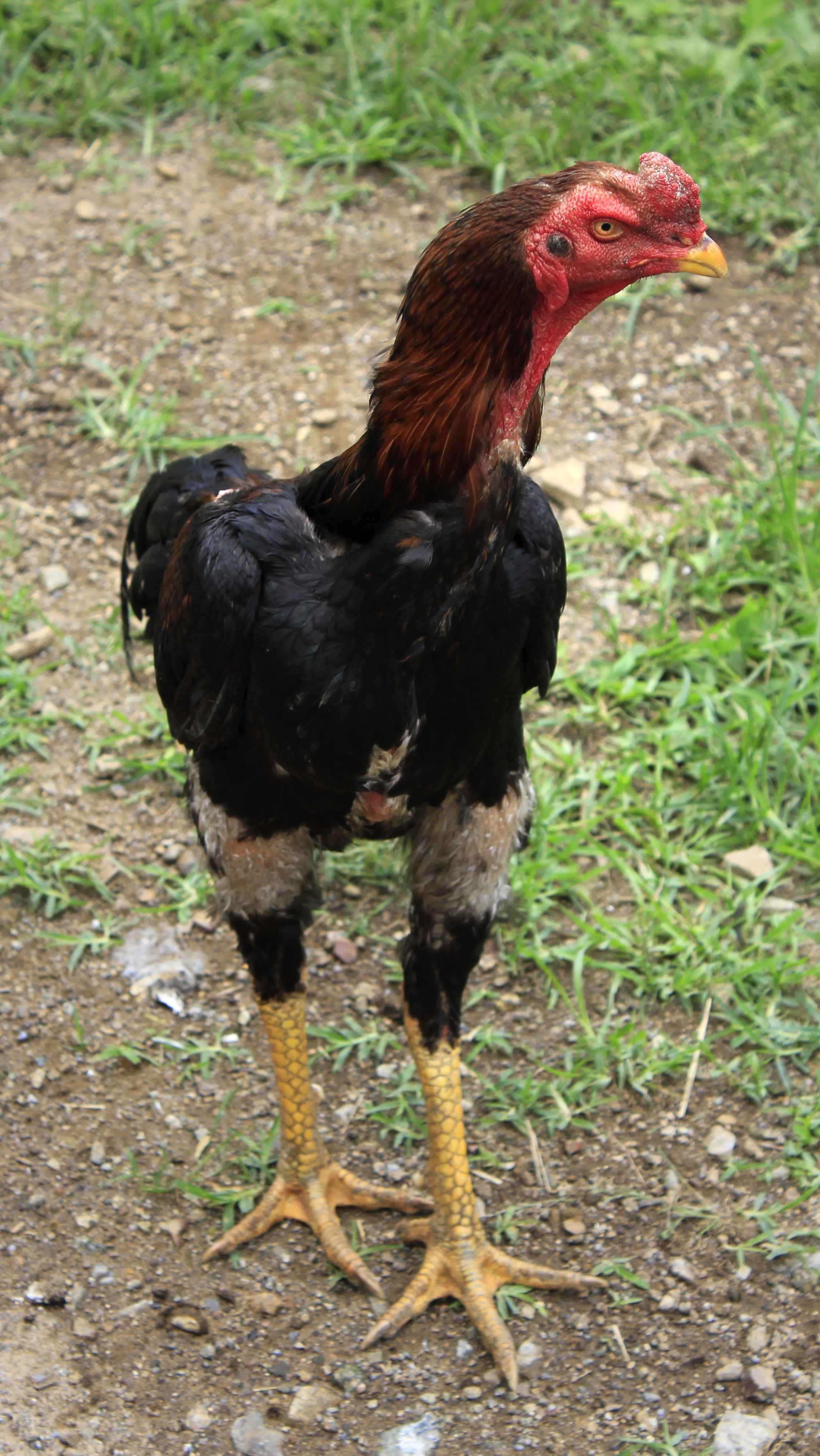
Một con gà Shamo

Gà Shamo (tiếng Nhật: 軍鶏/Hán Việt: Quân kê) là một giống gà tại Nhật Bản được sử dụng làm gà chọi, nó thường mô tả một giống gà của Nhật Bản có nguồn gốc ở Thái Lan (gà chọi Thái). Đây là một giống gà chọi đẹp có ngoại hình bệ vệ, bên cạnh là giống gà chọi, gà Quân kê được ưa chuộng để nuôi làm gà kiểng.

## Tổng quan
Tên gọi Shamo là một tên chỉ định tổng thể cho gà chọi tại Nhật Bản. Cái tên Shamo gần giống với "Siam" (Xiêm) trong đầu thời [Edo], nhưng đã được lai tạo chọn lọc trong vài trăm năm và quá trình chăn nuôi nên chúng rất khác nhau. Trong thực tế, các Shamo từ chủng vi Asil (Kaura), đưa đến Siam (Thái Lan) và Đài Loan và từ đó đến Nhật Bản. Nơi thực sự của nó có nguồn gốc là Sindh, Pakistan, nơi thứ cấp xuất xứ Ấn Độ ngày nay (Hyderabad Dakkan và Rampure).
Giống gà Shamo này được sử dụng như gà chiến đấu, chọi gà không bọc cựa ở Nhật Bản, nơi nó vẫn là hợp pháp. Nó cũng được nuôi trên toàn thế giới về chất lượng, đặc điểm riêng và tư thế thẳng đứng độc đáo. O-Shamo và Chu-Shamo là chỉ định cho các loại trọng lượng khác nhau của các loài gia cầm lớn, trong khi đó các Nankin-Shamo là một con gà loại gà lùn. Những con Ko Shamo (シャモ), không giống như O-Shamo và Chu-Shamo, chỉ đơn thuần là một giống gà cảnh không được sử dụng cho cả chọi gà, mặc dù nó được tạo ra để có tính khí và thể hiện tinh thần của một chiến binh. Trong khi nó không liên quan đến các giống gà khác, nó thường được giả định là vì sự giống nhau của tên của họ.

## Lịch sử giống
Shamo là giống gà chọi ấn tượng của Nhật Bản và ngày nay có lẽ là giống gà chọi phổ biến nhất ở trong và ngoài châu Âu. Có rất nhiều truyền thuyết xung quanh nguồn gốc và sự hình thành giống gà này. Người Nhật tin rằng tổ tiên của giống gà shamo được nhập khẩu vào Nhật Bản từ trước những năm 1600. Đấy là vào thời Edo. Ieyasu Tokugawa là vị tướng quân đầu tiên cho phép các thương gia và thủy thủ giao dịch với các nước khác ở châu Á. Khoảng giữa những năm 1600 và 1632, Nhật Bản nhập khẩu nhiều giống gia cầm khác nhau.
Nhờ kỹ năng lai tạo mà người Nhật đã tạo ra hàng loạt giống mới theo các thể loại gà chọi (gamefowl), gà gáy (longcrower) và gà đuôi dài (longtail), cả cỡ to lẫn cỡ nhỏ (bantam). Một trong những giống gà Nhật Bản ấn tượng nhất là shamo, giống gà này trông bắt mắt với một số đặc điểm rất đặc trưng. Theo người Nhật, cái tên shamo bắt nguồn từ "Sham" tức cách gọi từ "Siam" của người Nhật (nghĩa là Xiêm, tên gọi cũ của Thái Lan). Nghiên cứu bản đồ gien chứng tỏ rằng quần thể gà shamo lâu đời nhất được phát hiện ở đảo Okinawa (miền nam Nhật Bản). Cuối thời Edo, thế kỷ XVIII, người dân bắt đầu sử dụng thịt gà để chế biến món ăn. Lẩu gà là món rất được ưa chuộng vào thời này, trong đó lẩu gà Shamo được đánh giá cao nhất. Ngày nay, món lẩu này trở thành món ăn cao cấp trong ẩm thực Nhật Bản.

## Đặc điểm
Gà shamo là một kết hợp tốt các đặc điểm về kích thước, cân nặng, sức mạnh, sự điềm tĩnh, bền bỉ và tốc độ. Nó có thể đá theo nhiều kiểu: đặc điểm lối đá của gà Shamo là thượng trên hoàn toàn giống như tinh thần bất khuất của võ sĩ đao, nối đánh được chia làm 2 kiểu đánh chính là kèo trên 2 bên đánh đầu gáy đối thủ  hoặc dựng thẳng đá trực diện vào hầu, hàm đối thủ, gà Shamo không chạy vanh, không xuống đầu và không chui rúc thông vỉa. Tuy nhiên, gà shamo cũng được nuôi làm cảnh rất phổ biến. Với bề ngoài ấn tượng, phong cách võ sĩ và những đặc điểm rất đặc trưng khác. Dáng đầu của gà shamo mái thì mạnh mẽ, mỏ ngắn, mắt cú vọ và lông mày lồi. Dáng đầu của gà shamo trống thì có mỏ ngắn, mắt trắng dã và lông mày lồi và không có tích. Hình dáng gà shamo độc đáo. Nhìn chung, chúng có dáng đứng thẳng, cao, cổ dài và hơi cong, đầu tương đối hẹp nhưng rộng với lông mày lồi và mỏ ngắn dày.
Mồng dâu ba khía (triple-peacomb), mắt trắng dã hay hanh vàng (gà tơ). Không có tích. Nọng trung bình. Cánh ép sát vào thân và vai nhô cao. Chóp cánh phải chấm hông. Phía trước đùi và ức không có lông, dốc lưng hầu như liền lạc với đuôi, giữa dốc lưng và đuôi chấp nhận một góc khoảng 15 độ. Cánh khuỳnh (carry apart) và vai dựng thẳng. Đuôi dài, hẹp dần nhưng không quá nhiều lông. Đùi phải rất cơ bắp và lộ hẳn ra ngoài. Chân của gà shamo có tỷ lệ giữa đùi và cẳng từ 1 đến 1.5 lần. Màu của cẳng chân là màu vàng, đa số Shamo có 3 hàng vảy. Các loại cẳng chân màu xanh ô-liu và đen tuyền không được chấp nhận ở Nhật Bản nhưng được chấp nhận ở các nước châu Âu.

## Một số dòng

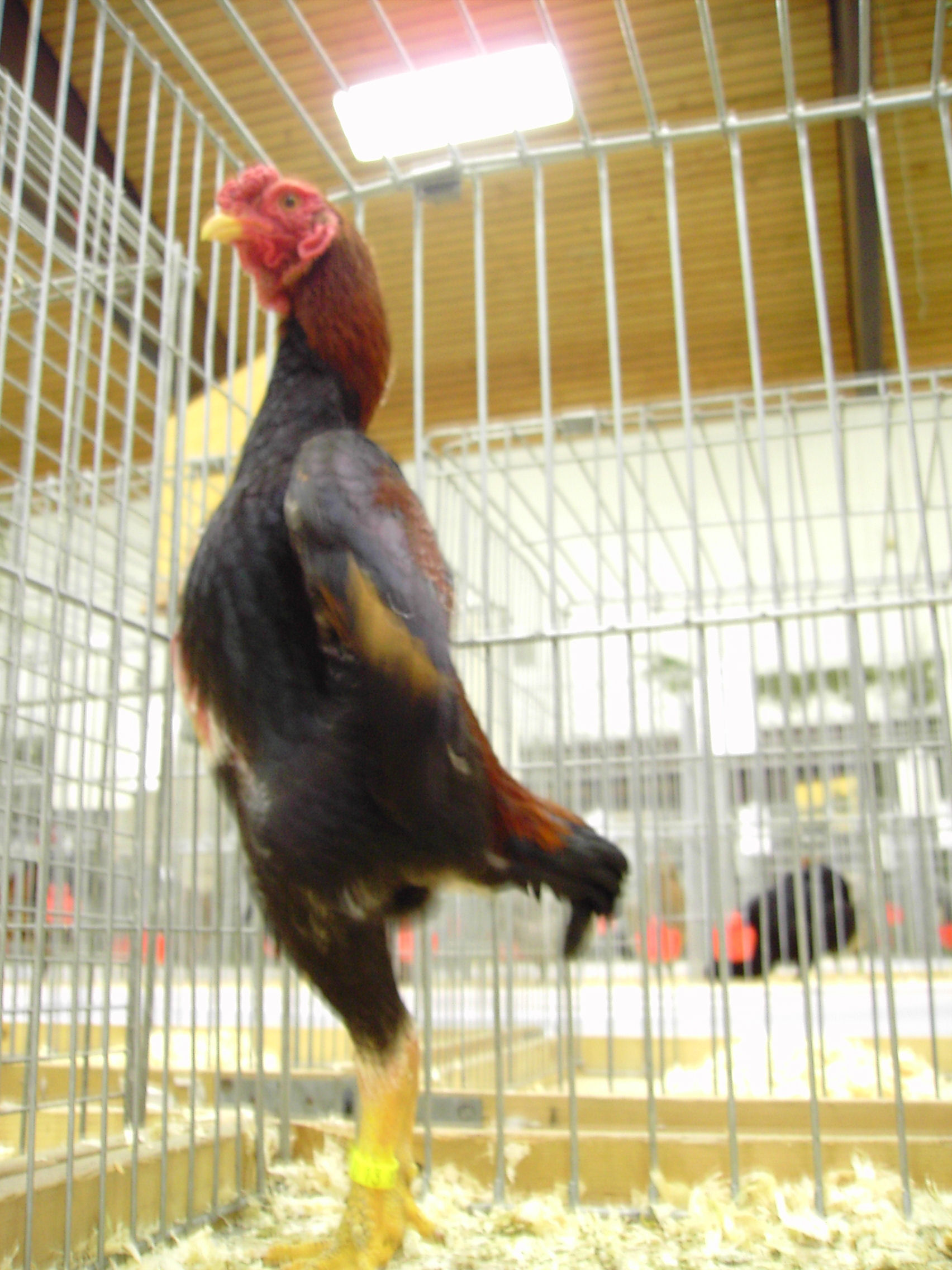
Ko-Shamo

Người Nhật chia shamo thành các giống sau: 
- O-Shamo 大軍鶏 (Đại quân kê): O-shamo trống nặng 5,6 kg, O-shamo mái nặng 4,8 kg
- Chu-Shamo 中軍鶏 (Trung quân kê): Chu-shamo trống nặng 4,1 kg, Chu-shamo mái nặng 3,0 kg
- Nankin-Shamo 南京軍鶏 (Nam Kinh quân kê)
- Ko-Shamo 小軍鶏 (Tiểu quân kê): có thể gọi là giống gà tre đòn, tầm vóc tre đòn con trống lớn không quá 1,4 kg. Tuy hình vóc nhỏ bé nhưng Ko-shamo cũng mang đầy đủ phẩm chất của một con gà đòn. Tuy nhiên chúng lại được phát triển theo hướng gà kiểng

## Ở phương Tây
Hai giống O shamo and Chu shamo hoàn toàn giống nhau. Những khác biệt duy nhất là về kích thước và trọng lượng. Mặc dù được công nhận ở Nhật Bản, chu shamo lại không được công nhận ở châu Âu. Chỉ có hai ngoại lệ là Anh và Ý. Khác với Ko-Shamo, cả hai giống gà hiện chưa có tiêu chuẩn chính thức, nguyên nhân là vì mỗi vùng hay mỗi nhà lai tạo đều tập trung vào một số đặc điểm của các giống gà chọi này. Các nhà lai tạo những giống shamo nhỏ con hơn cho dù hình dáng và các đặc điểm khác rất đẹp lại không hề có cơ hội chiến thắng vì không đủ to, quá nhỏ, thân quá mập, quá nhẹ. Ở Nhật, nhiều biến thể màu được chấp nhận, ở châu Âu, chỉ một số ít màu được chấp nhận

## Trong văn hóa
Gà Shamo là hình tượng để sáng tác nên tác phẩm Manga Shamo kể về Ryo Narushima là một học sinh trung học bị vào trại cải huấn vì bị buộc tội sát hại cha mẹ mình. Mới chỉ 16, Ryo đã phải chịu mọi hành hạ về thể xác tại nơi đây. Tuy nhiên, Ryo đã trở nên mạnh mẽ hơn nhờ Karate, thông qua người thầy Kenji Kurosawa. Hai năm sau, Ryo mãn hạn, quay trở về cuộc sống đời thường. Xã hội lại không chấp nhận một kẻ như cậu và tâm hồn Ryo đã trở nên chai sạn, cậu không còn tin vào người khác nữa. Đối với Ryo, con người chỉ là một lũ sinh vật tìm đủ mọi cách để thoả mãn nhục dục. Chính nhờ Karate, Ryo đã tìm ra lối thoát cho "phần người" còn lại của mình, nhận thấy con đường phải đi, đó là Võ Đạo. Một bộ phim cùng tên kể về một tội phạm trong thời gian ở tù, Lượng bị đánh đập tàn nhẫn. Sau khi ra tù thì bị xã hội ruồng bỏ khiến cuộc sống của anh vô cùng tăm tối. Dựa theo một bộ truyện tranh của Nhật Bản, phim là câu chuyện về chàng thanh niên tên Lượng bị hiểu lầm là giết chết cha mẹ.